# 2010年亞洲運動會摔跤比賽
2010年亞洲運動會摔跤比賽於11月21日至26日在华工体育馆舉行，分為男女子自由式摔跤和男子古典式摔跤，共產生18枚金牌。

## 獎牌統計
| 排名 | 国家／地区    | 金牌 | 银牌 | 铜牌 | 總數 |
| ---- | ------------- | ---- | ---- | ---- | ---- |
| 1    | 伊朗（IRI）   | 7    | 1    | 2    | 10   |
| 2    | 日本（JPN）   | 3    | 3    | 6    | 12   |
| 3    | （KAZ）       | 2    | 2    | 7    | 11   |
| 4    | 蒙古（MGL）   | 2    | 2    | 2    | 6    |
| 5    | （UZB）       | 2    | 1    | 1    | 4    |
| 6    | 朝鲜（PRK）   | 1    | 1    | 2    | 4    |
| 7    | （KGZ）       | 1    | 1    | 1    | 3    |
| 8    | 韩国（KOR）   | 0    | 3    | 6    | 9    |
| 9    | 中国（CHN）   | 0    | 3    | 4    | 7    |
| 10   | 越南（VIE）   | 0    | 1    | 0    | 1    |
| 11   | 印度（IND）   | 0    | 0    | 3    | 3    |
| 12   | 伊拉克（IRQ） | 0    | 0    | 1    | 1    |
| 12   | （TJK）       | 0    | 0    | 1    | 1    |
| 總計 | 總計          | 18   | 18   | 36   | 72   |

## 各項成績

### 男子
| 項目            | 金牌                               | 银牌                           | 铜牌                                                |
| 古典式55公斤級  | 长谷川恒平（日本）                 | 卡尼别克·若尔丘别科夫（）      | 黎淑金（中国） · 马拉特·卡里沙洛夫（）              |
| 古典式60公斤級  | 奥米德·努鲁齐（伊朗）              | 郑智铉（韩国）                 | 拉温德·辛格（印度） · 松本隆太郎（日本）            |
| 古典式66公斤級  | 赛义德·阿布德-瓦利（伊朗）         | 达尔汉·巴亚赫梅托夫（）        | 苏尼尔库马尔·拉纳（印度） · 藤村义（日本）          |
| 古典式74公斤級  | 达尼亚尔·科博诺夫（）              | 鹤卷宰（日本）                 | 法尔沙德·阿里扎德·卡莱克斯（伊朗） · 朴进盛（韩国） |
| 古典式84公斤級  | 塔利布·内马特普尔（伊朗）          | 李世烈（韩国）                 | 阿尔哈祖尔·奥兹季耶夫（） · 贾纳尔别克·肯杰夫（）   |
| 古典式96公斤級  | 巴巴克·戈尔班尼·戈尔达斯特（伊朗） | 阿塞特·曼别托夫（）            | 安昌建（韩国） · 戴维·萨尔达泽（）                  |
| 古典式120公斤級 | 努尔马汉·季纳利耶夫（）            | 刘德利（中国）                 | 阿里·萨勒曼（伊拉克） · 穆拉德忠·图伊奇耶夫（）     |
| 自由式55公斤級  | 迪尔绍德·曼苏罗夫（）              | 梁景一（朝鲜）                 | 稻叶泰弘（日本） · 金孝燮（韩国）                   |
| 自由式60公斤級  | 干卓里格·曼达赫纳兰（蒙古）        | 小田裕之（日本）               | 道连·茹马加济耶夫（） · 高峰（中国）                |
| 自由式66公斤級  | 米满达弘（日本）                   | 迈赫迪·塔加维·凯尔马尼（伊朗） | 梁正成（朝鲜） · 列昂尼德·斯皮里多诺夫（）          |
| 自由式74公斤級  | 萨迪克·古达尔齐（伊朗）            | 长岛和幸（日本）               | 道尔吉万其格·贡布道尔吉（蒙古） · 李润石（韩国）    |
| 自由式84公斤級  | 贾迈勒·米尔扎伊（伊朗）            | 李在成（韩国）                 | 普尔维·乌苏赫巴特尔（蒙古） · 叶尔梅克·拜杜舒夫（） |
| 自由式96公斤級  | 礼萨·亚兹达尼（伊朗）              | 库尔班·库尔班诺夫（）          | 矶川孝生（日本） · 毛萨姆·卡特里（印度）            |
| 自由式120公斤級 | 阿尔图尔·泰马佐夫（）              | 扎尔嘎勒赛汗·楚伦巴特（蒙古）  | 法尔丁·马苏米·瓦拉迪（伊朗） · 梁磊（中国）         |

### 女子
| 項目           | 金牌                            | 银牌                          | 铜牌                                     |
| 自由式48公斤級 | 徐心香（朝鲜）                  | 阮氏乐（越南）                | 坂本日登美（日本） · 金亨株（韩国）      |
| 自由式55公斤級 | 吉田沙保里（日本）              | 张兰（中国）                  | 艾伊姆·阿布季尔金娜（） · 朴妍姬（朝鲜） |
| 自由式63公斤級 | 叶连娜·沙利吉娜（）             | 奥其尔巴特·纳桑布尔玛（蒙古） | 陈萌（中国） · 朴相银（韩国）            |
| 自由式72公斤級 | 格列格扎木茨·纳兰其米格（蒙古） | 李丹（中国）                  | 滨口京子（日本） · 古泽尔·马纽罗娃（）   |